# Hunter (geografiskt område)

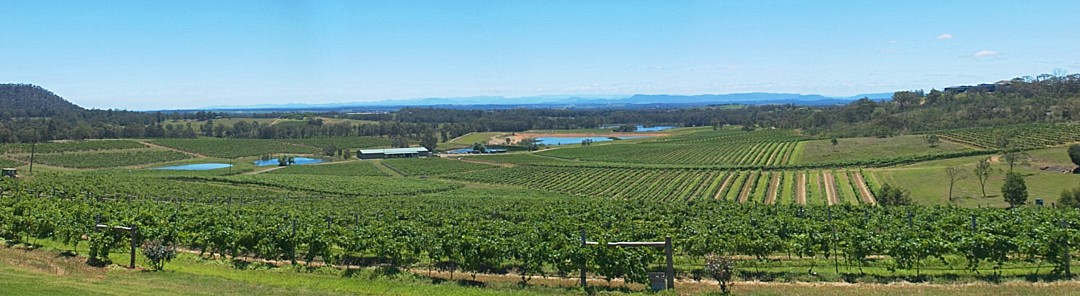
Vy över Hunter-dalen

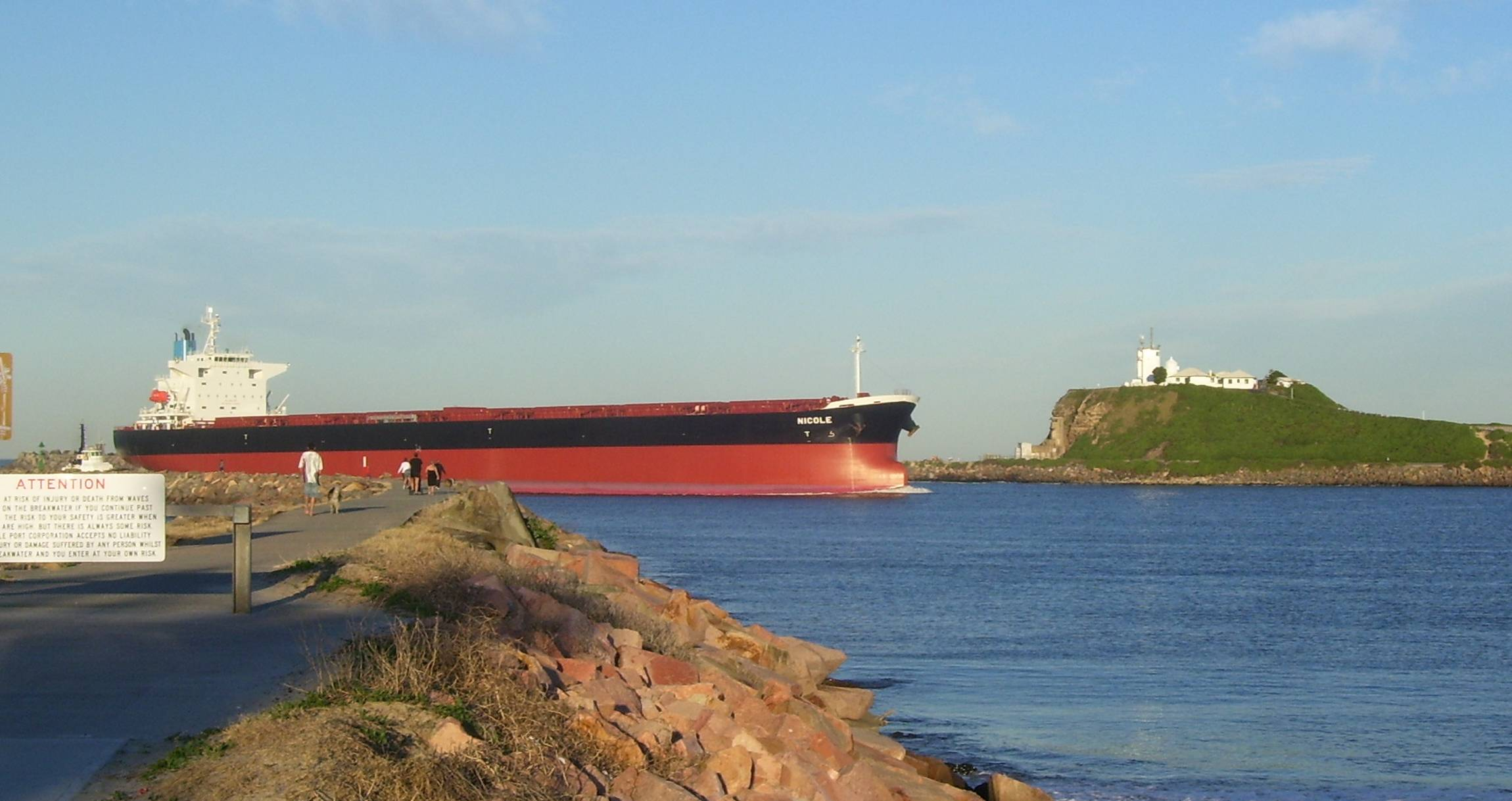
Hunter-flodens mynning vid Newcastle

Regionen Hunter är ett geografiskt område i New South Wales i Australien. Det sträcker sig ungefär från 120 kilometer till 310 kilometer norr om Sydney. Den innefattar floden Hunter River och dess bifloder med höglandsområden på den norra och den södra sidan.  Dalgången Hunter Valley som går ner längs Hunter River mot Newcastle är en av de största floddalarna längs New South Wales kust och mest välkänd för vinodling och kolindustri. 
Större delen av regionens befolkning bor mindre än 25 kilometer från havet och 55% av hela befolkningen bor i städerna Newcastle och Lake Macquarie. Det finns också ett flertal andra städer och byar utspridda över regionen. Vid folkräkningen 2011 var befolkningen 602 530.